# Gadány
Gadány község Somogy vármegyében, a Marcali járásban.

## Fekvése
Marcali dél-délnyugati szomszédságában fekszik, a város központjától légvonalban 7, közúton körülbelül 9,5 kilométerre.
A további közvetlenül határos települések: kelet felől Kelevíz, délkelet felől Mesztegnyő, dél felől Szenyér, délnyugat felől Nagyszakácsi, északnyugat felől pedig Somogyzsitfa.

### Megközelítése
Zsáktelepülés, mivel szilárd burkolatú úton csak keleti irányból közelíthető meg, a 68-as főútról Kelevíz déli részén leágazó 68 108-as számú, rövid bekötőúton.

## Története
A település nevét már 1193-ban említették írásban, amikor III. Béla, mint pusztát, a székesfehérvári János-lovagoknak adományozta.
Az 1563-as török adólajstromban is szerepelt, ekkor négy házból állt. 1677-ben I. Lipót Széchényi György kalocsai érseknek adta, majd 1715-től kezdve gróf Széchényi Zsigmond, 1726 és 1767 között pedig Niczky György tulajdona volt. Ekkor már 926-an lakták. 1806-ban visszakerült a Széchényi család birtokába. A 19. század végén nagy katasztrófa érte Gadányt: legnagyobb része leégett.
A 20. század elején, amikor 120 háza és 900 lakója volt, gróf Széchényi Andor Pál birtokolta. Iskolájába nem csak helyi fiatalok jártak, hanem a közeli Négyföldespuszta cselédgyermekei is. Az 1930-as években a lakók többsége kisparaszti gazdálkodó volt, a környék legnagyobb állatállományát ők tudhatták magukénak, a faluhoz tartozó erdő pedig 70–80 emberé volt. Ezekben az időkben önkéntes tűzoltóság és leventeegyesület is alakult a településen.
A második világháború három hónapig itt időző frontja a legnagyobb kárt az állatállományban tette, az épületek kevésbé károsodtak. A háború utáni években nagy földterület maradt parlagon, majd 1959-ben létrejött a kezdetben Táncsicsnak nevezett termelőszövetkezet. 1969-ben önállósága megszűnt, mivel négy környékbeli tsz-t egyesítettek, majd a község tanácsát is Mesztegnyőhöz csatolták.
Önálló jegyzősége 1992-ben alakult meg, de 1996-ban a kelevízi körjegyzőség részévé vált, majd 2005-ben a mesztegnyőiévé.

## Közélete

### Polgármesterei
- 1990–1994: Németh János (független)[4]
- 1994–1998: Németh János (független)[5]
- 1998–2002: Ősz János (független)[6]
- 2002–2006: Ősz János (független)[7]
- 2006–2010: Ősz János (független)[8]
- 2010–2014: Ősz János András (független)[9]
- 2014–2019: Ősz János András (független)[10]
- 2019–2024: Ősz János (független)[11]
- 2024– : Hajdu Szabina (független)[1]

## Népesség
A település népességének változása:
| Lakosok száma | 341  | 324  | 311  | 322  | 311  | 305  | 315  |
|               | 2013 | 2014 | 2015 | 2021 | 2022 | 2023 | 2024 |

A 2011-es népszámlálás során a lakosok 98,8%-a magyarnak, 22% cigánynak, 2,3% németnek mondta magát (0,3% nem nyilatkozott; a kettős identitások miatt a végösszeg nagyobb lehet 100%-nál). A vallási megoszlás a következő volt: római katolikus 78,6%, református 3,2%, evangélikus 0,9%, felekezet nélküli 9,9% (7,2% nem nyilatkozott).
2022-ben a lakosság 72,3%-a vallotta magát magyarnak, 5,1% németnek, 2,9% cigánynak, 1% ukránnak, 0,3% örménynek, 1,3% egyéb, nem hazai nemzetiségűnek (23,5% nem nyilatkozott; a kettős identitások miatt a végösszeg nagyobb lehet 100%-nál). Vallásuk szerint 36% volt római katolikus, 1,9% református, 1% evangélikus, 1,3% egyéb keresztény, 1% egyéb katolikus, 3,5% felekezeten kívüli (55,3% nem válaszolt).

## Nevezetességei

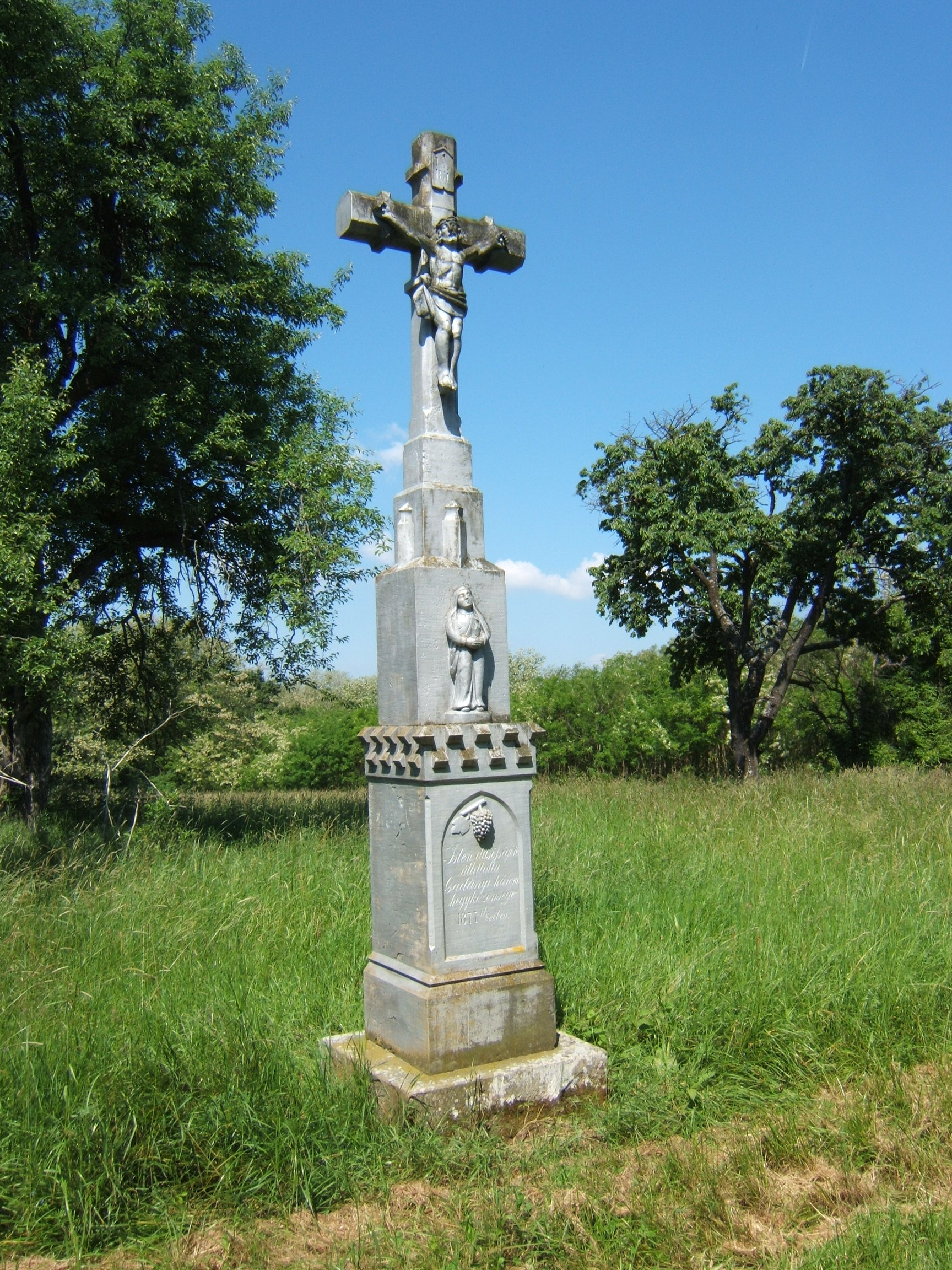
éves kőkereszt a nyugati, elhagyott szőlőhegyen

A falu műemléki védettség alatt álló temploma a 13. vagy a 14. században épült gótikus stílusban, de később, 1756-ban vagy 1766-ban barokk ízlés szerint jelentősen átalakították.
Két szobor áll még Gadányban: egy világháborús hősi emlékmű és egy jelenleg 114 éves Szent Vendel-szobor, amit Zányi József, Teréz és Mári készíttetett 1911-ben. Ezeken kívül több régi kőkereszt is található a környező szőlőhegyeken.
A település határán áthalad a dél-dunántúli kéktúra is.